# 郗小星
郗小星（英文：Xiaoxing Xi；1957年—）是一名美籍华裔物理学家。曾任费城天普大学物理系系主任，劳拉·卡内尔讲席教授。2015年5月，美国司法部将其逮捕，罪名是将受限制技术提供给中国，但在同年9月，针对他的所有指控均被撤销。郗小星因間諜指控背負巨額法律費用，提起的民事索償當局未予受理，遭遇的錯誤指控也未得到道歉和解釋。

## 生平
1957年出生于中国，1987年获北京大学博士学位。他曾是德国卡尔斯鲁厄核研究中心（Karlsruhe Nuclear Research Center）的研究员，于1989年移居美国。他在美国罗格斯大学和马里兰大学贝尔通讯研究部工作，1995年到宾夕法尼亚州立大学执教后入籍。郗小星的妻子曾在宾夕法尼亚州立大学任職物理学教授。他们有两个女儿，住在费城郊区。2014年，郗小星任天普大学物理系主任。

## 荣誉
- 国家科学基金会职业奖（1997年）
- 中国教育部和李嘉诚基金会资助的长江学者（2006年）
- 美国物理学会院士（2007年）[1]
- 安德烈·薩哈羅夫獎（2020年）[9]

## 间谍指控
2015年5月，美国司法部指控他将受限制的美国技术提供给中国：特别是用于超导体研究的袖珍加热器的设计。郗小星在其家中被大约十二名联邦调查局特工逮捕，并面临指控，最高可处以80年监禁和100万美元罚款。他被天普大学停职，辞去了物理系主任的职务。
2015年9月，司法部撤销所有指控。包括袖珍加热器的共同发明人在内的一些科学家提供了证词，证明郗小星与中国科学家共享的示意图不是用于袖珍加热器或其他受限制的技术。据郗小星的律师彼得·齐登伯格（Peter Zeidenberg）说，政府对复杂的科学并不了解，因此在逮捕他之前未与专家协商。他说，郗小星参与“典型学术合作”共享的信息属于另一种设备，是郗小星共同发明，不是受限技术。
郗小星在提交的联邦诉状中，指控FBI特工伪造关键证据。
郗小星因間諜指控獲美國物理學會2020年度人權獎，表彰其在國際科學合作所作出的努力。

## 论文
郗小星已发表了300多篇研究论文，并拥有三项专利。他的研究重点是材料物理学，特别是外延薄膜和纳米级异质结构的应用。他的主要论文包括：
- Xi, X.X.;  et al, , Nature Materials, 2002, 1 (1): 35–38, Bibcode:2002NatMa...1...35Z, PMID 12618845, arXiv:cond-mat/0203563 , doi:10.1038/nmat703.
- Xi, X.X., , Reports on Progress in Physics, 2008, 71 (11): 116501, Bibcode:2008RPPh...71k6501X, doi:10.1088/0034-4885/71/11/116501.
- Xi, X.X.;  et al, , Nature Communications, 2012, 3: 619, Bibcode:2012NatCo...3..619C, PMID 22233629, doi:10.1038/ncomms1626.
- Xi, X.X.;  et al, , Nature, 2013, 502 (7472): 532–6, Bibcode:2013Natur.502..532L, PMID 24132232, doi:10.1038/nature12582.
- Xi, X.X.;  et al, , Nature Communications, 2014, 5: 4530, Bibcode:2014NatCo...5.4530N, PMID 25088659, arXiv:1404.1374 , doi:10.1038/ncomms5530.